# Ternstroemia crassifolia
Ternstroemia crassifolia là một loài thực vật có hoa trong họ Pentaphylacaceae. Loài này được Benth. miêu tả khoa học đầu tiên năm 1843.